# Force opérationnelle

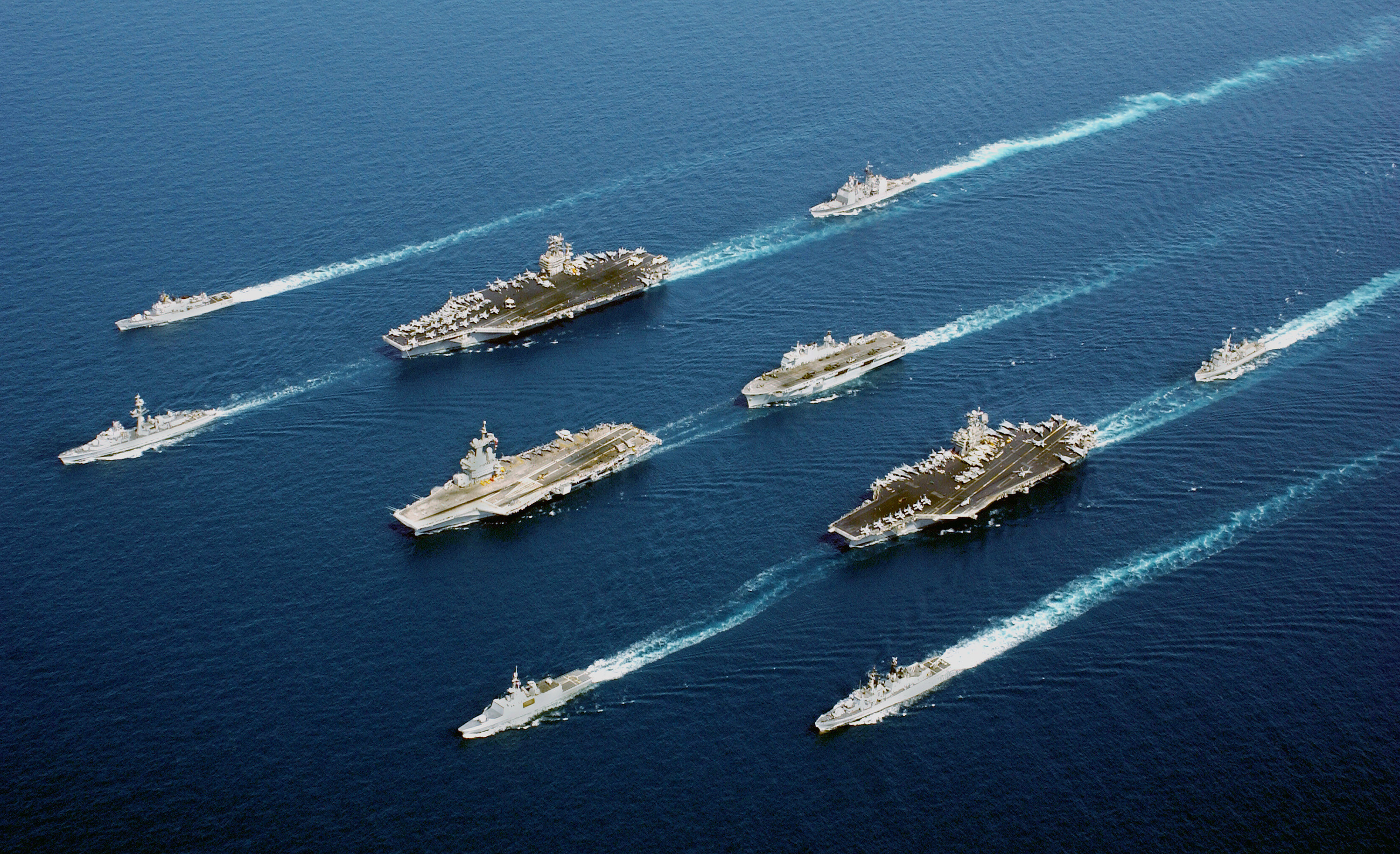
Force opérationnelle internationale composée de 4 porte-avions lors de l'opération « Liberté immuable » (Enduring Freedom) lancée par les Américains à la suite des attentats du 11 septembre 2001.

Une force opérationnelle, appelée task force en anglais, est une forme d'organisation temporaire créée pour exécuter une tâche ou activité donnée.
Initialement créée dans la marine de guerre des États-Unis, le concept s'est répandu au point d'être à présent utilisé dans beaucoup d'organisations, telles que des entreprises, qui créent des forces opérationnelles pour exécuter des missions temporaires de protection et de surveillance.

## Forces navales

### United States Navy
Le concept de force opérationnelle fut introduit dans la marine de guerre des États-Unis début 1941, afin d'accroître la flexibilité de fonctionnement. À cette époque, la marine était organisée en divisions, escadrons et flottes. Le concept de force opérationnelle permettait de créer une organisation temporaire en empruntant des navires de différentes divisions sans devoir formellement réorganiser les flottes, et de la dissoudre aussi simplement qu'elle avait été créée lorsqu'elle avait perdu son utilité. Le concept fonctionna très bien, et à la fin de la guerre plus de 200 forces opérationnelles avaient été créées.
Chaque force opérationnelle se voyait attribuer un nombre à deux chiffres. Le premier se référait au numéro de la flotte dont la force opérationnelle provenait, le second étant une incrémentation. Un numéro n'est cependant pas unique. Ainsi, il y a eu une task force 76 (Task Force 76) pendant la Seconde Guerre mondiale et une autre pendant la guerre du Viêt Nam. 
Une task force était subdivisée en task groups, identifiés par une décimale (comme le task group 11.2, ou TG 11.2) et en task units (telles que TU 11.2.1). Les navires constitutifs, ou task elements, étaient eux-mêmes numérotés, et le TE 11.2.1.2 sera le second navire de la TU 11.2.1.
La marine américaine continue à utiliser des task forces, notamment sous forme de joint task force si la TF incorpore des éléments d'autres branches des forces armées.
Certaines forces opérationnelles de la United States Navy ont été utilisées pendant la Seconde Guerre mondiale : Task Force 11, Task Force 16, Task Force 17, Task Force 38, Task Force 61, Task Force 78 ou Task Force 88.

### Marine nationale
La principale force opérationnelle de la Marine nationale française est la TF 473 construite autour du porte-avion Charles de Gaulle.

### Royal Navy
Pendant la Seconde Guerre mondiale, la Royal Navy développa son propre système de forces opérationnelles qui se virent attribuer des lettres. Par exemple, la force stationnée à Gibraltar était la Force H, tandis que la force stationnée à Singapour en décembre 1941 était la  Force Z.

### Alliance atlantique (Otan)
Le système instauré dans l'US Navy a été étendu et généralisé aux marines de guerre de l'ensemble des membres de l'Otan, lors de l'exécution d'activités communes de l'Alliance.
Il est désormais adopté sous cette forme par chacune des marines, même en l'absence d'éléments de marines alliées, dans leur strict cadre national.

## Forces spéciales
Dans le monde militaire, et notamment dans les forces spéciales, les task forces désignent des unités établies pour un objectif précis et qui réunit des hommes d'unités différentes. Le but de ces task forces est de créer des unités autonomes s'affranchissant des contraintes et lenteurs bureaucratiques. Les Américains utilisent le terme joint task force (force opérationnelle interarmées) lorsque la TF réunit des éléments d'unités de différentes forces armées (US Army, US Marine Corps, US Air Force et US Navy), et le terme combined joint task force (force opérationnelle interarmées combinée) lorsqu'elle réunit des éléments de pays différents. 
Beaucoup de forces opérationnelles ont été créées au cours de l'histoire. Elles peuvent être nommées de différentes manières, mais deux types de dénomination sont prépondérants : les appellations comportant un nom (souvent un nom d'arme blanche : TF Sword, TF K-Bar, etc) et celles affectées d'un nombre (Task Force 11, Task Force 121). 
Il existe quelques cas où le terme « Task Force » désigne une unité permanente, comme la Deuxième Force opérationnelle interarmées (FOI2, ou Joint Task Force 2 (JTF2) en anglais) canadienne et la Special Task Force (STF) de la police sud-africaine.

## Dans le monde civil
Dans le domaine civil, une force opérationnelle désigne un groupe de travail auquel on donne des objectifs précis, souvent à court terme. Par exemple :
- le conseil de direction d'une entreprise faisant face à des problèmes de rentabilité, peut décider de créer une force opérationnelle de plusieurs individus dont l'objectif sera la diminution des coûts de production.
- l'Union européenne faisant face au départ inattendu de l'un de ses États membres (le Royaume-Uni) a mis en place une task force pour en étudier les modalités législatives.
- Cette expression se répand en Juin/Juillet 2021 pour nommer les actions visant à la vaccination des Français contre le COVID19 -

## Dans la culture populaire
- Dans les jeux vidéo Modern Warfare 2 et Call of Duty: Modern Warfare 3, Le joueur incarne un membre d'une Task Force fictive, la Task Force 141, qui est chargée entre autres de combattre l'organisation de l'un des principaux antagonistes de la série, Vladimir Makarov, un terroriste russe.
- Dans Far Cry 3, Willis, l'agent infiltré est exfiltré par la Task Force 141.
- Dans Tom Clancy's The Division, la Joint Task Force (JTF) est une organisation opérationnelle regroupant militaires, pompiers et urgentistes dont l'objectif est de répondre à une situation de crise pandémique ravageant Manhattan.
- Dans Far Cry: New Dawn, Thomas Rush porte une veste de la Task Force 141.